# Lipjan (ort)
Lipljan (serbiska: Липљан, albanska: Lipjan) är en kommunhuvudort i Kosovo. Den ligger i den östra delen av landet, 17 km söder om huvudstaden Priština. Lipljan ligger 553 meter över havet och antalet invånare är 9 047.
Terrängen runt Lipljan är platt. Runt Lipljan är det ganska tätbefolkat, med 222 invånare per kvadratkilometer. Närmaste större samhälle är Priština, 17,1 km norr om Lipljan. Trakten runt Lipljan består till största delen av jordbruksmark.